# Propylmetanoat
Propylmetanoat (även propylformiat) är en ester av 1-propanol och metansyra (myrsyra) med formeln HCOOCH2CH2CH3. Den har en fruktig doft som påminner om rom och plommon.  